# Millbank
Millbank è un quartiere della Central London sito nella Città di Westminster. Si trova sulla riva del Tamigi, ad est di Pimlico e a sud di Westminster ed è la sede della maggior parte degli edifici governativi, della Millbank Tower e di importanti istituzioni artistiche come la Tate Britain e il Chelsea College of Art and Design.

## Storia

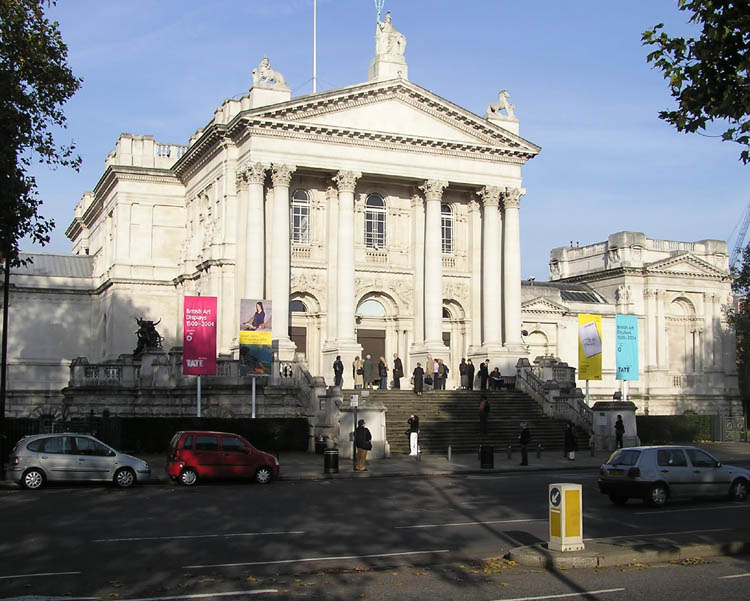
Tate Britain a Millbank.

L'area ha preso il nome dai mulini ad acqua di proprietà dell'Abbazia di Westminster che un tempo si trovavano presso l'attuale College Green. Il sondaggio realizzato da John Norden, durante il regno di  Elisabetta I nel 1573, registra l'esistenza di un mulino, anche se gran parte della zona che comprende Millbank oggi, era, secondo Samuel Pepys e altri Tothill Fields. Descritto come un luogo in cui si trovava una fossa comune per i morti di peste e una "zona paludosa" adatto per la caccia al beccaccino nelle vicine "paludi e pantani."
Dopo la vittoria di Cromwell alla battaglia di Worcester nel settembre 1651, circa 4.000 realisti feriti vennero imprigionati ai Tothill Fields prima di essere venduti come schiavi ai mercanti che commerciavano con l'Africa e le Indie occidentali. I servizi del campo di prigionia sul terreno paludoso erano così carenti che 1.200 prigionieri morirono di stenti.

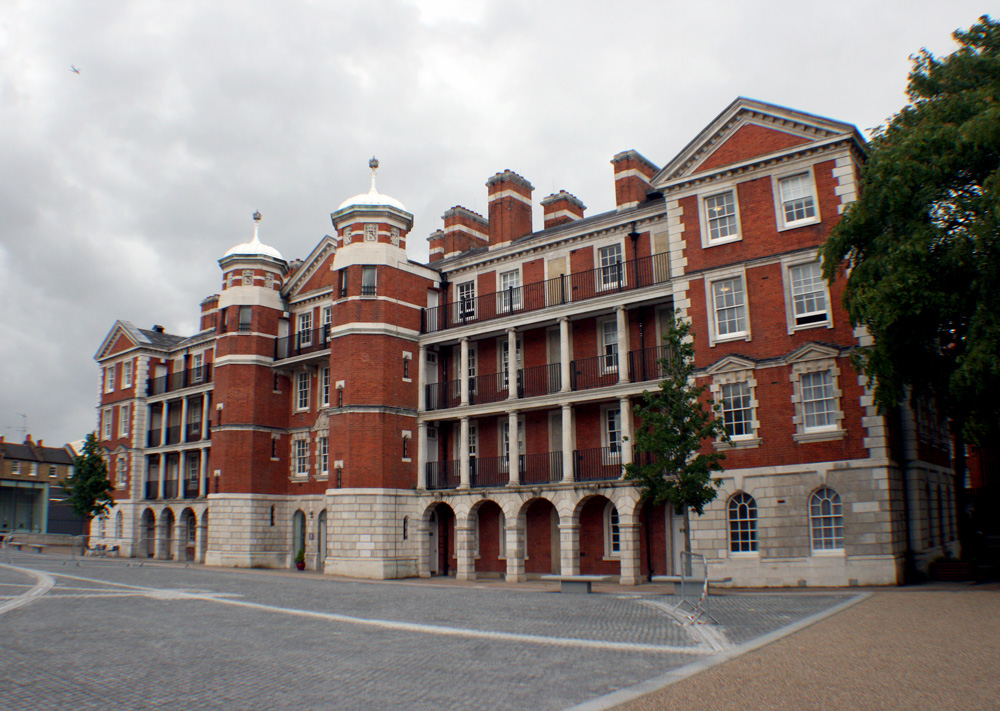
Chelsea College of Art and Design. Edificio del 1907 un tempo utilizzato dal Royal Army Medical College

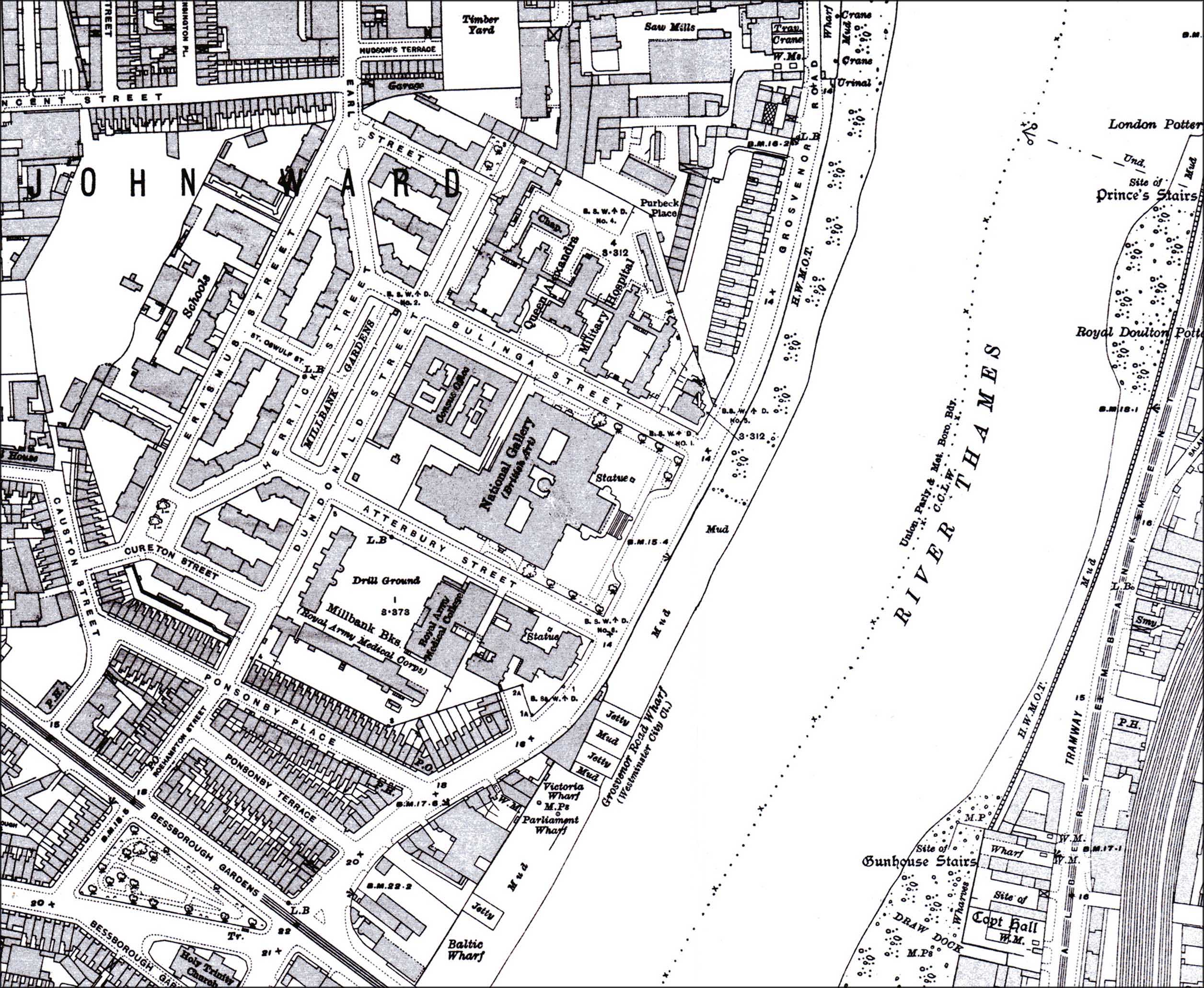
Ordnance Survey maps di Londra del 1916 mostrante la zona intorno alla Tate

Prima della costruzione delle prigioni di Millbank nel 1816, la zona era scarsamente coperta da case residenziali, ma caratterizzata una distilleria sul fiume di proprietà di un certo signor Hodge e da numerosi piccoli ospizi e case per i poveri, criminali e malati. Baltic Wharf, un sito appena a nord di Vauxhall Bridge, è stato per gran parte del XIX secolo la sede dell'ormeggio della Henry Castle & Son, un vascello di un commerciante di legname. Numerose navi di legno della Royal Navy sono state smantellate in questao luogo e le loro polene ornate spesso poste sui cancelli e sulle mura del cantiere.
L'aspetto generale odierno di Millbank risale agli anni 1930, quando l'area venne ampiamente ricostruita per riparare i danni causati dalla piena del Tamigi del 1928, che causò il crollo di una sezione di 25 metri dell'argine. Millbank condivide il nome con la strada principale (A3212) lungo la riva nord del Tamigi, che si estende a nord da Vauxhall Bridge ad Abingdon Street, appena a sud della piazza del Parlamento. Vi sono uffici parlamentari situati in tutta la strada, in particolare al n. 7, sede della British American Tobacco. La strada è stata creata sottraendo lo spazio al Tamigi nella metà del XIX secolo e si trova sopra una grande fognatura. 
L'ex Royal Army Medical College, situato a Millbank, fu utilizzato come luogo per la vaccinazione contro la febbre tifoide  e nel tardo XIX secolo divenne la prima moderna prigione al mondo (Millbank Prison). Nel 2005 è stato dichiarato edificio di interesse nazionale il Chelsea College of Art and Design. La galleria d'arte Tate Britain (un tempo Tate Gallery) si trova di fronte al vicino Vauxhall Bridge.
La sede del gigante chimico britannico ICI si trovava un tempo alla Imperial Chemical House su Millbank (il cui ingresso di Smith Square venne chiamato Nobel House) prima di essere trasferita a Manchester Square anch'essa a Londra. Le sedi di Northern Ireland Office, MI5 e Thames House si trovano nelle vicinanze.
Il 18 dicembre 1973, il Provisional Irish Republican Army (IRA) fece esplodere una bomba in Thorney Street alle 8:50. L'esplosione causò il ferimento di 50 persone, di cui due in maniera grave.
I Millbank Studios si trovano nella zona e appartengono alla rete televisiva indipendente,  ITV. Gli studi si trovano di fronte alle  Camere del Parlamento. Il canale televisivo BBC Parliament è situato nelle vicinanze (destinato a trasmettere servizi sulla politica parlamentare e generale per conto della BBC). Al n. 4 si trovano gli studi delle reti che trasmettono notizie sull'area di Westminster, compresa la BBC, Sky News e ITV. RTÉ News and Current Affairs ha anche i suoi uffici di Londra nello stesso posto. Il vicino College Green è utilizzato per interviste all'aperto a personaggi della politica.

## Importanti edifici

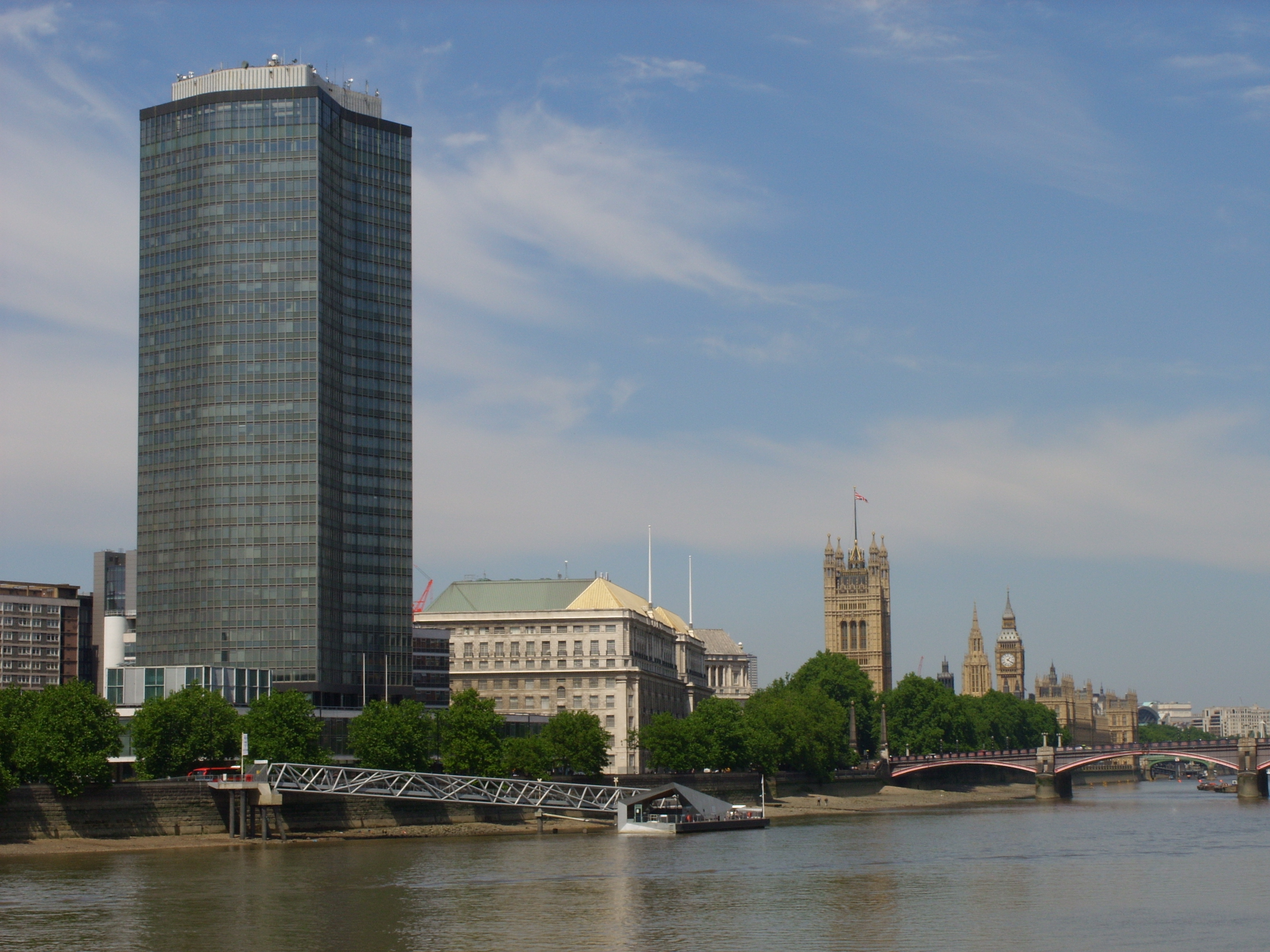
Millbank Tower da Vauxhall, con la Thames House e il Palazzo di Westminster sullo sfondo.

Millbank Estate è un grande complesso di interesse storico di  Grado II in mattoni rossi sito nell'area dietro la Tate Britain. Fu costruito tra il 1897 e il 1902, con mattoni riciclati provenienti dalla demolizione della Millbank Prison, che era stata chiusa nel 1890. I 17 edifici, che furono uno dei primi programmi di edilizia sociale di Londra, prendono il nome da pittori illustri come Turner, Gainsborough, Millais e altri. Il complesso è costituito da 562 appartamenti, tutti gestiti per conto del City of Westminster Council dl MEMO, la più grande organizzazione di gestione degli inquilini di Westminster. Il consiglio di amministrazione del complesso è eletto ogni anno da parte della popolazione residente. La metà degli appartamenti sono affittati a privati, mentre l'altra metà è gestita dal Westminster City Council. 
Hide Tower è un edificio di 20 piani con 162 appartamenti e un grande giardino, un mini-golf e una sala comune. Circa un quarto degli appartamenti è affittato a privati, metà è nella disponibilità del Westminster City Council e la rimanenente parte è occupata dai proprietari. Il nome dell'edificio deriva da "Hide", un'antica unità di misura inglese (usata nel Domesday Book del 1086).
Millbank Tower è un grande complesso di uffici in stile modernista tra il fiume Tamigi, Millbank Estate e Tate Britain Gallery. Ha diversi ristoranti e un giardino pubblico. Prima delle elezioni generali del 1997, il  Partito laburista acquisì due piani del palazzo da destinare a sua sede. La somma di £ 1 milione di canone annuo, costrinse il partito a lasciare la torre nel 2001 per trasferirsi al 16, Old Queen Street, Westminster. Nel gergo politico inglese, il termine Millbank Machine o Millbank tendency (una commedia di  tendenza Militant) è stato collegato alle attività di spin doctor. Il  partito conservatore attualmente ha la sua sede centrale nella torre.

## Trasporti pubblici
Millbank Millennium Pier è una moderna struttura portuale sul fiume Tamigi. Un regolare servizio di trasporto fluviale collega Tate Britain a Tate Modern.
Le più vicine stazioni della metropolitana sono Westminster, Pimlico e Victoria. La stazione Victoria è anche il capolinea della National Rail adiacente alla stazione dei bus. le stazioni di Waterloo e Charing Cross si trovano nelle vicinanze. Millbank è ben connessa con il resto del centro di Londra e con i distretti a sud del Tamigi da servizi dei London Buses, linee 85, 88, C10, 507, 2, 36, 365 e 185.